# 궈타이밍

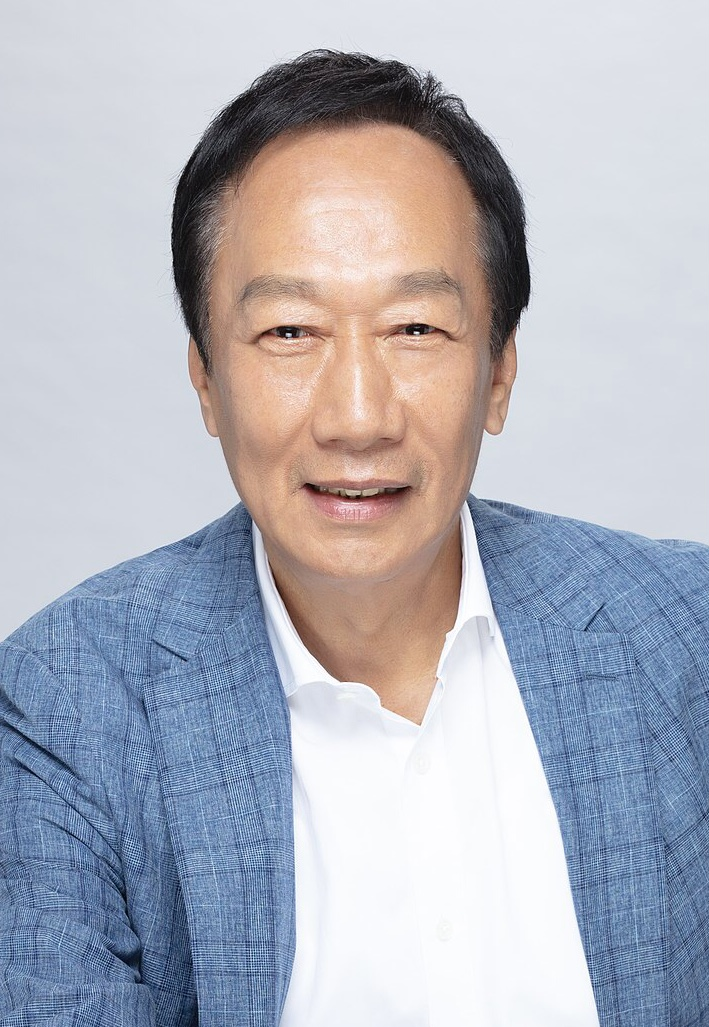
궈타이밍

궈타이밍(중국어: 郭台銘, 영어: Terry Gou, 1950년 10월 18일 타이완 타이베이현(현재의 신베이시) 반차오구 ~ )은 타이완의 기업인, 정치인이다. 그는 세계 최대의 EMS 그룹으로 세계 각국(특히 중국)에 공장을 두고 있는 폭스콘의 회장이자 단장이다.
2019년 4월 17일 중국 민간신앙에 등장하는 바다의 여신인 마조의 지시에 따라 차기 총통 선거에 출마할 것을 선언했다. 2019년 6월 10일부터 7월 28일까지 진행된 국민당 경선에서는 득표율 27.7%를 기록하면서 한궈위 가오슝시장에 이어 2위를 기록했다. 2019년 9월 12일에는 총통 선거 불출마를 선언하게 된다.